# Trébede

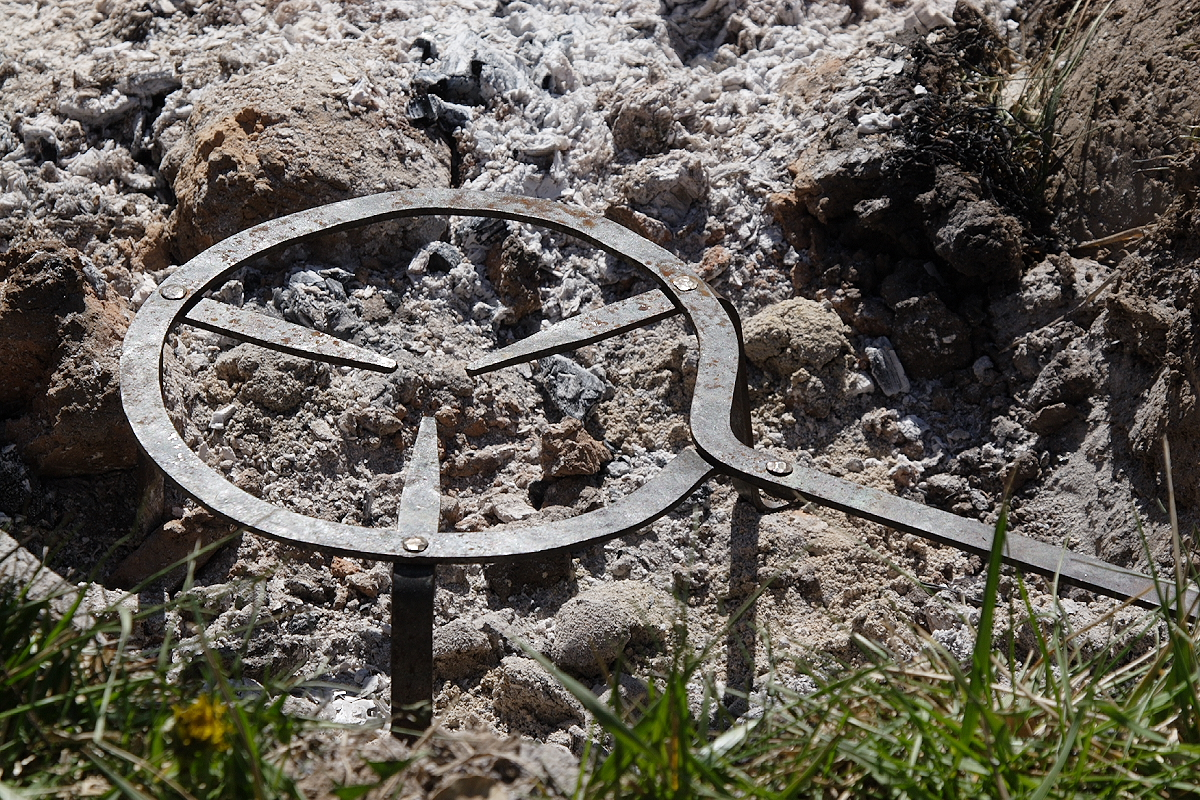
Réplica de una trébede del.

Trébede o trébedes (del latín tripĕdis, ‘trípode’) es un trípode metálico en forma de aro o triángulo usado para calentar o cocinar. En ciertas zonas, también se llama así a una sartén que lleva soldadas en su parte inferior tres patillas, para apoyarla sobre las brasas de la chimenea.
Toma su nombre de los tres pies de que dispone y se ha usado tradicionalmente en los hogares o cocinas para elevar las ollas, pucheros y similares recipientes sobre las brasas en un fuego abierto. Las más primitivas disponían de un receptáculo para una vela o un ascua, para mantener caliente la comida una vez retirada del fuego.[cita requerida] En alfarería, se denomina así a una pieza de cerámica compuesta por tres patas dispuestas en forma de estrella (de espuela o de trípode). También puede dársele ese nombre a la rejilla o similar objeto metálico que, en cocinas de combustión directa, se coloca entre el recipiente y la superficie sobre la que se ha depositado. 

## Uso
Las trébedes solían utilizarse sobre los rescoldos del hogar doméstico o, con mayor frecuencia, en las hogueras al aire libre, formando parte en muchos casos del equipaje de pastores, leñadores y otros oficios que por implicar la permanencia a la intemperie de quienes los llevaban a cabo, requerían con frecuencia la cocción de alimentos lejos de la vivienda. En Occidente, su uso ha desaparecido de forma paulatina a lo largo del siglo XX.

## Etimología
La distribución de los derivados del étimo «tripĕdis» en España fue uno de los temas sobre los que trabajó el filólogo gallego Ramón Menéndez Pidal a principios del siglo XX, por ser una de las palabras testimoniales que mejor dibujan la antigua distribución geográfica alcanzada por las diferentes lenguas romances ibéricas y sus respectivas áreas de influencia. Así pues, se encuentran formas isotópicas de trébedes en las zonas tradicionalmente castellanohablantes, de estreldes en las áreas de tradición léxica asturleonesa, y de estreudes en las regiones con fuerte impronta navarroaragonesa.